# Luis Cremades
Luis Cremades (Alicante, 1962) es un escritor, traductor, narrador y poeta español. 

## Biografía
Cremades se trasladó a Madrid en 1980, donde conoció -en 1981- al escritor Vicente Molina Foix. La relación entre ambos aparece detallada en el libro conjunto El invitado amargo (2014), en la que se intercalan los capítulos escritos por cada uno de ambos autores. Según Santos Sanz Villanueva,

Este libro de género indefinido -¿novela, crónica, autobiografía?- podría haberse ceñido a su meollo, los vericuetos transitados por una difícil relación amorosa, pero alcanza un valor documental no secundario. En buen medida ofrece un curioso testimonio del mundillo literario madrileño de los años 80 desde la perspectiva parcial de un grupo de sus protagonistas.

Licenciado en Sociología, Cremades trabajó en Madrid como consultor de organización y recursos humanos, especialidad sobre la que publicó diversos libros y artículos. 
Como poeta, su primera influencia fue Carlos Bousoño, como revela en su blog:

He aprendido con otros maestros, pero ninguno más claro que Carlos Bousoño, que empezó preguntando qué me gustaba, abarcó poco y profundizó mucho, distinguía medios y fines y los fines eran mapas para comprendernos como humanos, particularmente a través de las grietas de la razón, en actitud receptiva… Para eso leía en voz alta; valoraba las supresiones tanto como las expresiones; entendía que la calidad se encontraba en el juego de la lectura, no en la cantidad de obra producida… Me enseño a valorar la lectura por encima de juicios personales, para hacer que el arte o la poesía sean el territorio compartido de los enamorados de la vida.

Luis Cremades se dio a conocer en la antología seleccionada por Vicente Molina Foix «5 poetas del 62»(1982), en la que sus poemas figuran junto a los de Leopoldo Alas Mínguez y Mario Míguez. Su primer libro, El animal favorito, apareció en 1991; le siguieron Los límites de un cuerpo, en 1999; el El colgado, en 2004; y Polvo eres, en 2012, en el que tuvo como guía la obra de los poetas Yalal ad-Din Muhammad Rumi y Li Po, aunque el autor también reconoce influencias de varios poetas homosexuales, como Walt Whitman o Federico García Lorca.
En 2023 vio la luz Música del ser, que comprende su obra poética de 1981 a 2020 (incluyendo el poemario inédito Encuentro bajo la tormenta), con prólogo de Jesús Ferrero, que comienza  con estas palabras:

Luis Cremades es un poeta único. Su vida y su obra encarnan la soledad del corredor de fondo que, cuando está a punto de concluir la carrera, deja que los demás pasen por delante, porque sabe que "el arte es largo, y además no importa". Y porque ni la vida ni la obra pueden ser concebidas como una competición. Esta circunstancia, más que convertirlo en un maldito, lo ha convertido en un "hijo de su propio sudor".

Fue seleccionado para la antología Correspondencias. Una antología de poesía contemporánea LGTB española (Egales, 2017), junto a Ian Bermúdez Raventós, María Ángeles Cabré, Dionisio Cañas, Pepe Carretero, María Castrejón, Jesús Encinar, Ángel Erro, José Manuel Lucía Megías, David Navascués, Ángelo Nestore, Pablo Peinado, Lawrence Schimel y José Luis Serrano.
En 1986, junto con Leopoldo Alas Mínguez y Daniel Garbade, fundó la revista Signos. Colaboró con revistas literarias y culturales como Litoral, Poesía, Vogue, Ínsula, El Ciervo, etc. 
Como narrador, además de El invitado amargo, escrito junto a Vicente Molina Foix, ha publicado «Manos mágicas» en Lo que no se dice (Dos Bigotes, 2014), antología de relatos inéditos en la que, además del suyo, se publican textos de Luis Antonio de Villena, Eduardo Mendicutti, Luisgé Martín, Lluís Maria Todó, Fernando J. López, Óscar Esquivias, Lawrence Schimel, José Luis Serrano, Óscar Hernández y Álvaro Domínguez.
También ha participado en el volumen colectivo El cielo en movimiento (Dos Bigotes, 2015), que reúne a treinta autores (poetas, narradores, ilustradores, fotógrafos, etc.), con la intención de trazar un recorrido sentimental por Madrid, desde el tiempo de la "movida" a la actualidad. En él, Luis Cremades comparte páginas, entre otros, con Luis Eduardo Aute, Ana Curra, Luisgé Martín, Abel Azcona, Javi Larrauri, Fernando J. López y R. Lucas Platero; además se publican obras recuperadas de Pedro Almodóvar, Ouka Leele, Eduardo Mendicutti, Gerardo Amechazurra y Enrique Tierno Galván.
Fue profesor de la Escuela de Letras de Madrid entre 2001 y 2008.
En su faceta de traductor, Luis Cremades ha vertido del inglés obras ensayísticas de Jonathan Culler y Harold Bloom y poéticas de Rudyard Kipling.

## Obra

### Poesía

##### Libros
- El animal favorito, Valencia, Editorial Pre-Textos, 1991. ISBN: 84-87101-38-0
- Los límites de un cuerpo, Valencia, Editorial Pre-Textos, 1999. ISBN: 84-8191-277-8
- El colgado, Madrid, Editorial Dilema, 2004. ISBN: 84-96079-56-2
- Polvo eres, Madrid, Egales, 2012. ISBN: 978-84-92813-61-2
- Musica del Ser (1981-2020), Madrid, Editorial Dilema, 2023. ISBN: 978-84-9827-633-6 (Prólogo de Jesús Ferrero).

##### Plaquettes
- Los poetas viejos, Málaga, Rafael Anglada ed., Poesía circulante nº 40, 2005.

##### Antologías
- Vicente Molina Foix, «5 poetas del 62», Poesía nº 15 (1982), págs. 123 a 132.
- Correspondencias. Una antología de poesía contemporánea LGTB española, Madrid, Egales, 2017. ISBN: 978-84-17319-13-7

### Narrativa
- El invitado amargo, Barcelona, Editorial Anagrama, 2014. (coautor junto a Vicente Molina Foix). ISBN: 978-84-339-9770-8
- «Manos mágicas», en VV.AA., Lo que no se dice, (ilustraciones de Raúl Lázaro), Madrid, Dos Bigotes, 2014.[9][10]ISBN: 978-84-942413-5-2

### Otros
- Los recursos humanos en la empresa, Madrid, Fundación Desarrollo Cooperativismo y Economía Social, 1994. ISBN: 84-86971-32-2
- Don Quijote para triunfar: guía práctica para emprendedores, líderes y directivos, Madrid, Martínez Roca, 2005. ISBN: 84-270-3146-7
- VV.AA., El cielo en movimiento. De la movida al nuevo Madrid en treinta miradas, Madrid, Dos Bigotes, 2015. ISBN: 978-84-94355950

### Artículos y colaboraciones en obras colectivas
- «Luis Antonio de Villena o la destrucción», Ínsula nº 481 (1986), págs. 14-15.
- «El agente de desarrollo local en España: situación y perspectivas», en José Feito Fernández (coord.), Desarrollo local y juventud, Oviedo, Servicio de publicaciones del Gobierno del Principado de Asturias1991, págs. 361-377. ISBN: 84-7847-052-2
- «Descubrir el bosque: Dirección y participación en equipos de trabajo», Economía industrial nº 330 (1999), pags. 113-118.[11]
- «Apuestas para el siglo XXI: literatura homosexual en Cuba», Revista encuentro de la cultura cubana nº 41-42 (2006), págs. 93-97.[12]
- «La mirada del poeta», Nómadas. Revista crítica de ciencias sociales y jurídicas nº 52 (2017).[13]